# Marta Altés García
Marta Altés García (Barcelona, 1982) és una dissenyadora i il·lustradora catalana.
Va estudiar disseny a l'escola Eina i va començar a treballar a The Original Cha Cha i també amb Juma durant cinc anys. Després d'un curs d'il·lustració va deixar un treball estable, pis, professió i ciutat per provar sort a Cambridge i es va graduar en il·lustració infantil per la Cambridge School of Art l'any 2011, i després va començar a treballar per l'editorial anglesa MacMillan. Entre els seus referents hi ha Pilarín Bayés, Roser Capdevila, Maurice Sendak i Jon Klassen.
Ha publicat No! (Child's Play, 2011), My Grandpa (Macmillan Children's Books, 2012), Sóc un artista (Macmillan Children's Books, 2012), Vull esmorzar petons: (només il·lustracions, Columna Edicions, 2013), Canviem de casa (Macmillan Children's Books, 2014) i Petita a la jungla (Blackie Books, 2017). Els seus llibres s'han publicat a 13 llengües.